# Decapodian
De Decapodians zijn een fictief buitenaards volk uit de animatieserie Futurama. Ze zien eruit als mens/kreeft hybriden, die praten met een Jiddisch accent.
De Decapodians zijn inwoners van de planeet Decapod 10. Gedurende de 23e eeuw maakten ze contact met de Aarde. Ze vonden de Aardse ansjovis zo lekker, dat ze de diersoort geheel hebben uitgeroeid.
Er worden verschillende Decapodians gezien in de serie. De bekendste, tevens een van de hoofdpersonages, is Dr. Zoidberg: de dokter van de Planet Express.

## Biologie en anatomie
Hoewel er maar weinig bekend is over de biologie van Decapodians, is het wel bekend dat ze vier harten hebben. In "Roswell That Ends Well" werd een van Dr. Zoidbergs harten verwijderd. Later, in "A Taste of Freedom", beweerde hij dat twee van zijn nog overgebleven drie harten een aanval kregen. Decapodians hebben veel interne organen en kunnen zowel op het land als in het water leven. Hun favoriete eten is zeevoedsel. Ze vertonen nog vele kenmerken die bewijzen dat ze mogelijk ooit in zee hebben geleefd: een inktzak, een zwemblaas, en de mogelijkheid om blauwe parels op te hoesten nadat ze eerst vuil hebben gegeten. Hoewel volwassen Decapodians op twee benen lopen zoals mensen, lopen ze soms ook weleens opzij zoals een krab. Decapodians zijn koudbloedig, net als hun technologie.
Decapodians kunnen last krijgen van “vin rot”, vinschimmel en interne parasieten.

## Voortplanting en levenscyclus
Voortplanting is bij Decapodians seizoensgebonden. In het paarseizoen worden de mannen vaak agressief en gewelddadig. Een verborgen vin op hun hoofd ontvouwt zich dan. Ze proberen dan op het strand vrouwen aan te trekken. Liefde is iets onbekends voor Decapodians: de vrouwen kiezen de mannen gebaseerd op de kracht die ze uitstralen. De daadwerkelijke voortplanting is een grote publieke gebeurtenis die bekendstaat als de "mating frenzy." Na het paren betreedt een Decapodiankoppel het water om hun jongen uit te zetten, die volgens Dr. Zoidberg daarna door een “derde groep” worden opgevoed (wie of wat deze groep is wordt in de serie niet gezien). Zowel de man als de vrouw sterven vrijwel kort na het paren. Dit alles werd bekendgemaakt in de aflevering "Why Must I Be a Crustacean in Love?".
Ondanks de fatale afloop is de voortplanting voor Decapodians de “grootste ervaring in het leven”.
Na te zijn geboren ondergaan de Decapodianjongen een complexe levenscyclus, waarbij ze bijna een dozijn verschillende vormen ondergaan:
1. Een koraalachtige massa waaruit meerdere Decapodians loskomen.
2. Een poliepachtige vorm.
3. Een zeesterachtige vorm.
4. Een zee-egelachtige vorm.
5. Een diepzee vinarme.
6. Een prikkenachtige vorm.
7. Een grote mosselachtige vorm.
8. Een trilobietachtige vorm
9. Een zeekatachtige vorm
10. Volwassen vorm.

In de aflevering "A Taste of Freedom" werd een jonge Zoidberg gezien. Dit was echter gewoon een kleine versie van de volwassen Zoidberg. In de aflevering "Teenage Mutant Leela's Hurdles" werden wel alle bovengenoemde vormen van Zoidberg gezien. Een theorie is dat Decapodians eerst transformeren naar hun laatste vorm, en dan pas uitgroeien tot volwassen formaat.

## Clawplach
De Decapodians hebben de traditie van clawplach opgezet. Clawplach is een gevecht tot de dood in een publieke arena om zaken die met eer te maken hebben uit te vechten, en om te bepalen of afkortingen geldig zijn bij Scrabble. Deze jonge traditie (nog maar 18 jaar oud) houdt ook in dat zodra een uitdaging is begonnen, hij moet worden afgemaakt. Wapens zijn toegestaan, maar sommige Decapodians gebruiken liever hun eigen klauwen zodat ze het genoegen hebben hun vijand eigenhandig te verknippen. De krijger die als eerste raadt aan welk dier de leider van Decapod 10 denkt mag als eerste een wapen uitkiezen.
Clawplach is een parodie op kalifee, een Vulcan traditie uit Star Trek.

## Invasie
In 3002 vielen de Decapodians de Aarde aan omdat Dr. Zoidberg ter dood was veroordeeld na het opeten van de Aardse vlag. Ze wisten het Aardse leger met slechts een paar schepen uit te schakelen, wat inhoudt dat de Decapodians op militair gebied superieur zijn aan de Aarde.